# Muhammad z Ghóru
Muhammad z Ghóru, vlastním jménem Muizuddín Muhammad (1162 – 15. března 1206), byl afghánský generál a guvernér, od roku 1202 až do své smrti sultán Ghórské říše.
Oblast Ghóru se nacházela na západních hranicích Ghaznovské říše. Říše Ghaznovců se počátkem 12. století nacházela v oblastech od dnešního středního Afghánistánu k Paňdžábu s hlavními městy Ghaznou a Láhaurem. Od poloviny 12. století začal Ghór prosazovat svou nezávislost na Ghaznovské říši. V roce 1050 se Ghórským kmenům podařilo dobýt Ghaznu, čímž zasadili Ghaznovské říši osudovou ránu. Poslední državy Ghaznovců se dostaly pod správu Ghórovců právě díky Muhammadovi z Ghóru. Dobytím těchto východních držav se otevřela cesta k dalšímu postupu ghórského vojska směrem na Indický poloostrov.
Muhammad se nejdříve neúspěšně snažil dostat se do Indie přes Gudžarát, avšak po porážce posledních Ghaznovců se rozhodl zkusit to přes bývalé ghaznovské državy v Paňdžábu. Severovýchod Indie však houževnatě bránila vojska rádžpútských panovníků. V roce 1191 Muhammad a jeho vojska svedli vítěznou bitvu o strategicky významnou pevnost v Hánsí. Záhy na to však poražený panovník Prthvírádža III. přitáhl zpět a v tzv. bitvě u Taráinu Muhammada porazil. Rok na to se však Muhammad s čerstvými posilami k Taráinu vrátil a svedl s rádžou druhou bitvu, ve které Muhammad nakonec zvítězil a cesta dále do vnitrozemí tak byla volná.
Muhammad je dnes považován společně se svými předchůdci Muhammadem bin Kásimem a Mahmúdem z Ghazny za jednoho z prvních muslimských dobyvatelů Indického subkontinentu. Po jeho smrti se islám šířil stále hlouběji do Indie a dnes tvoří po hinduismu druhé nejrozšířenější indické náboženství.